# Conspiracy 365
Conspiracy 365 é uma minissérie de 12 partes da televisão australiana baseada nos romances escritos por Gabrielle Lord . Produzida pela Circa Media para o Family Movie Channel, a série foi exibida a partir de janeiro de 2012. No Brasil foi exibida por HBO Family em 2013. .
A série é baseada em uma série de livros escritos por Gabrielle Lord . Ela segue as aventuras de Callum Ormond, um australiano de 15 anos que é forçado a se tornar um fugitivo enquanto procura a verdade por trás da morte de um membro da família. 
A série de televisão é exibida em 12 episódios de quarenta minutos a uma hora ao longo do ano, um episódio por mês. 
A série foi filmada em blocos de 4 episódios com um diretor diferente para cada conjunto: Paul Goldman para o primeiro bloco, Pino Amenta para o segundo bloco e Steve Mann para o terceiro bloco. O Diretor de Fotografia é Laszlo Baranyai ACS HSC e o Desenho de Produção é de Tel Stolfo. Os produtores da história são Michael Brindley e Mark Shirreffs. A série é escrita por Sam Carroll, Kristen Dunphy, Shanti Gudgeon, Julie Lacy, Michael Miller, Michelle Offen e Kris Wyld, acompanhada pelos romances escritos por Gabrielle Lord .

## Elenco
- Harrison Gilbertson como Callum "Cal" Ormond [3] [6]
- Taylor Glockner como Boges
- Marny Kennedy como Winter Frey
- David Whiteley como Rafe Ormond e Tom Ormond
- Julia Zemiro como Oriana de la Force
- Rob Carlton como Vulkan Sligo
- Kate Kendall como Emily Ormond
- Ryan O'Kane como Detetive Dorian McGrath
- Debbie Zukerman como Detetive Ferrara
- Aaron Jakubenko como Yuri e Zombie
- Sachin Joab como Bruno
- Dion Mills como Eric Blair
- Andrew Curry como Kelvin
- James Sorensen como Jake
- Damien Richardson como Nelson Sharkey

## Lista de episódios
(Informações do episódio recuperadas do Australian Television Information Archive).  
| N.º | Título      | Dirigido por | Escrito por                                      | Exibição original   |
| --- | ----------- | ------------ | ------------------------------------------------ | ------------------- |
| 1   | "Janeiro"   | Paul Goldman | Michelle Offen                                   | 14 janeiro de 2012  |
| 2   | "Fevereiro" | Paul Goldman | Kristen Dunphy                                   | 4 fevereiro de 2012 |
| 3   | "Março"     | Paul Goldman | Michael Miller                                   | 3 março de 2012     |
| 4   | "Abril"     | Paul Goldman | Michael Miller                                   | 7 abril de 2012     |
| 5   | "Maio"      | Pino Amenta  | Mark Shirrefs                                    | 5 maio de 2012      |
| 6   | "Junho"     | Pino Amenta  | Michelle Offen                                   | 2 junho de 2012     |
| 7   | "Julho"     | Pino Amenta  | Julie Lacy                                       | 7 julho de 2012     |
| 8   | "Agosto"    | Steve Mann   | Sam Carroll                                      | 4 agosto de 2012    |
| 9   | "Setembro"  | Steve Mann   | Sam Carroll                                      | 1 setembro de 2012  |
| 10  | "Outubro"   | Pino Amenta  | Shanti Gudgeon                                   | 6 outubro de 2012   |
| 11  | "Novembro"  | Steve Mann   | Michael Miller, Michael Brindley & Mark Shirrefs | 3 novembro de 2012  |
| 12  | "Dezembro"  | Steve Mann   | Shanti Gudgeon                                   | 1 dezembro de 2012  |

Há um episódio para cada mês do ano. No final de cada mês Callum é colocado em uma situação perigosa que fornece suspense até o próximo episódio.